# 郡中駅
郡中駅（ぐんちゅうえき）は、愛媛県伊予市にある伊予鉄道郡中線の駅である。駅番号はIY34。かつては、同線の終着駅であった。

## 歴史

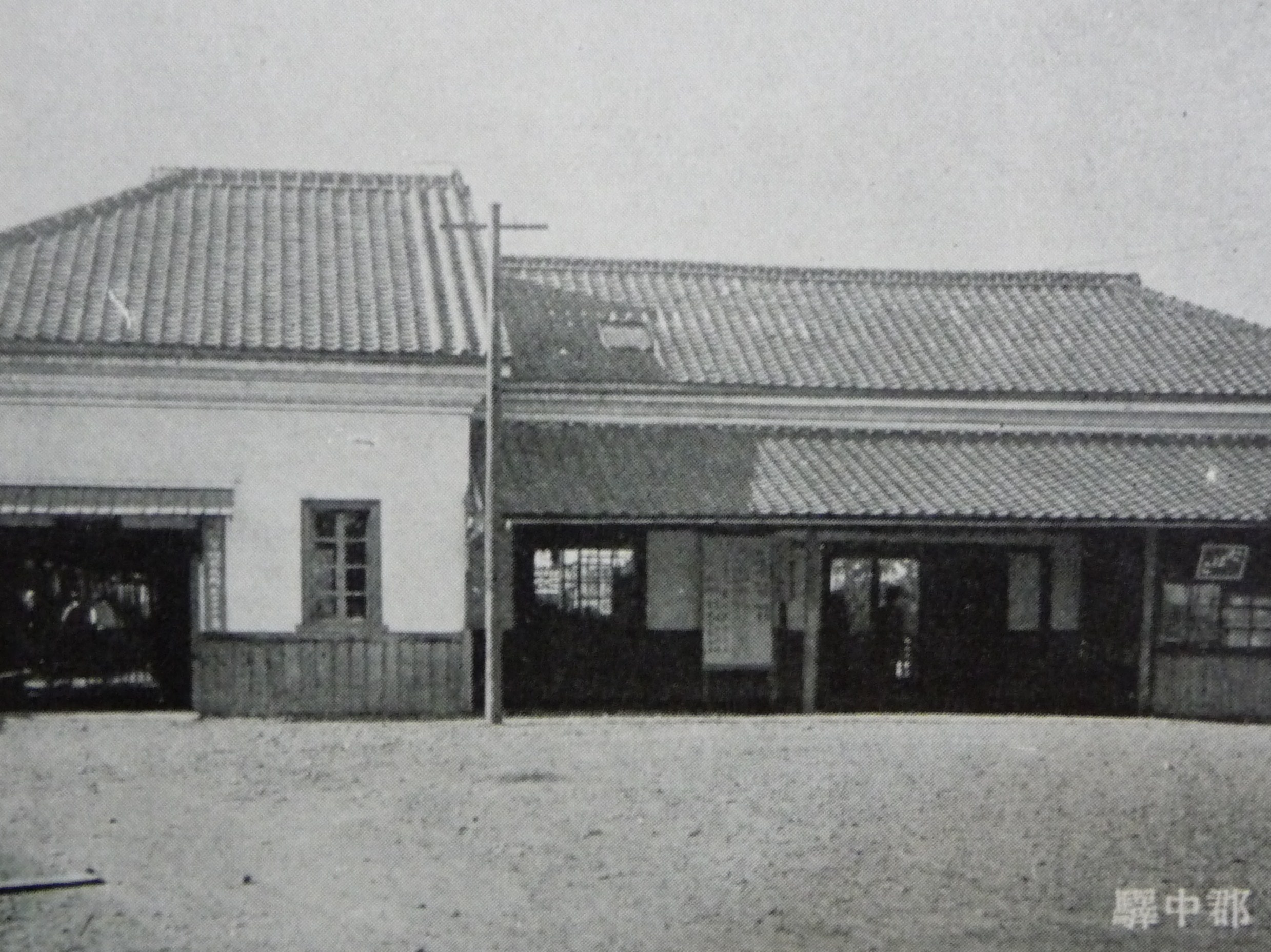
1930年頃の駅舎

- 1896年（明治29年）7月4日：南予鉄道の終点として開業。
- 1900年（明治33年）5月1日：伊予鉄道の駅となる。
- 1939年（昭和14年）5月10日：当駅 - 郡中港間が開業。中間駅となる。

## 駅構造
単式ホーム1面1線を持つ有人駅である。

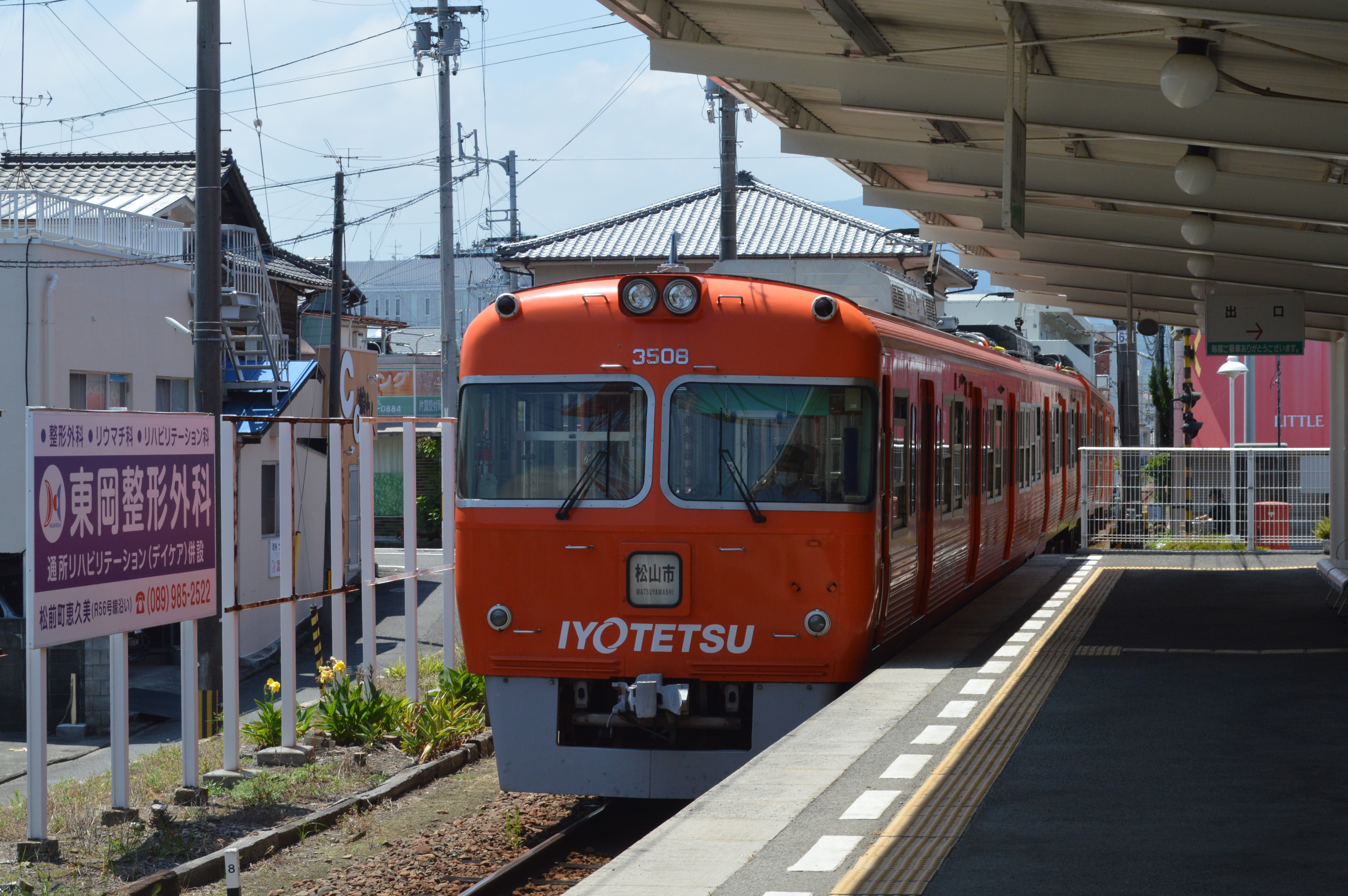
郡中駅に進入する3000系電車
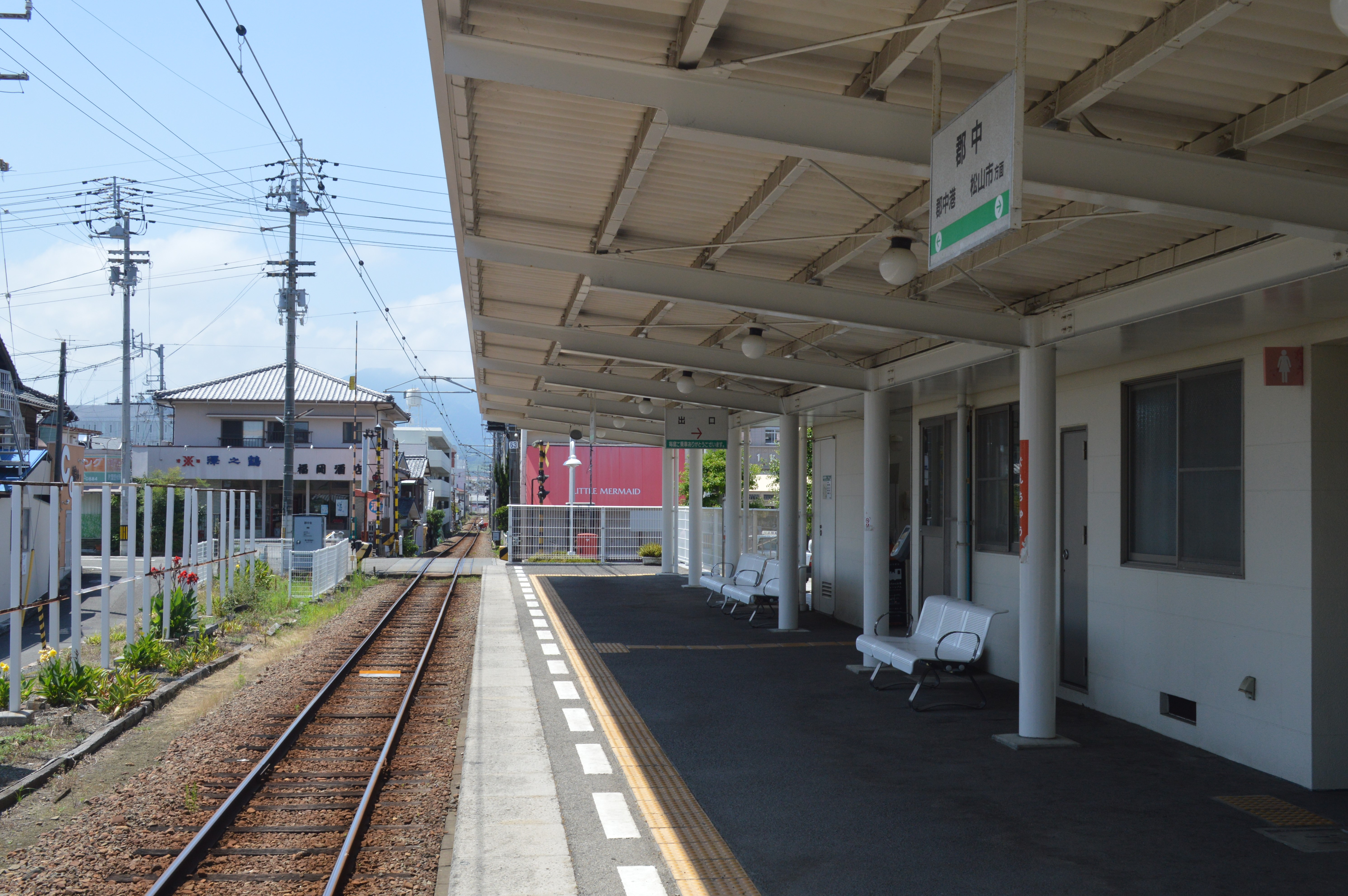
ホーム（2021年8月）
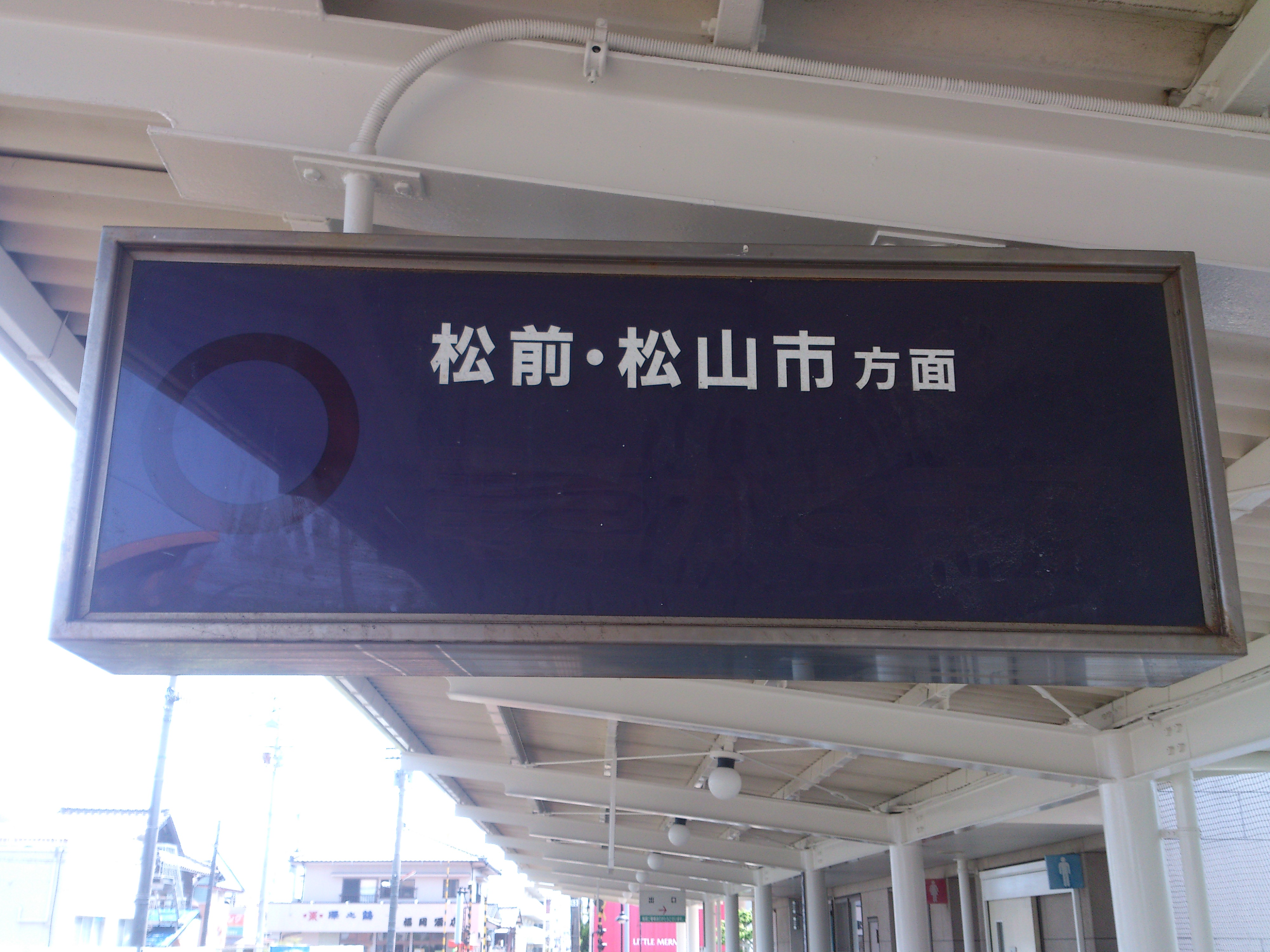
発車標（2015年8月）
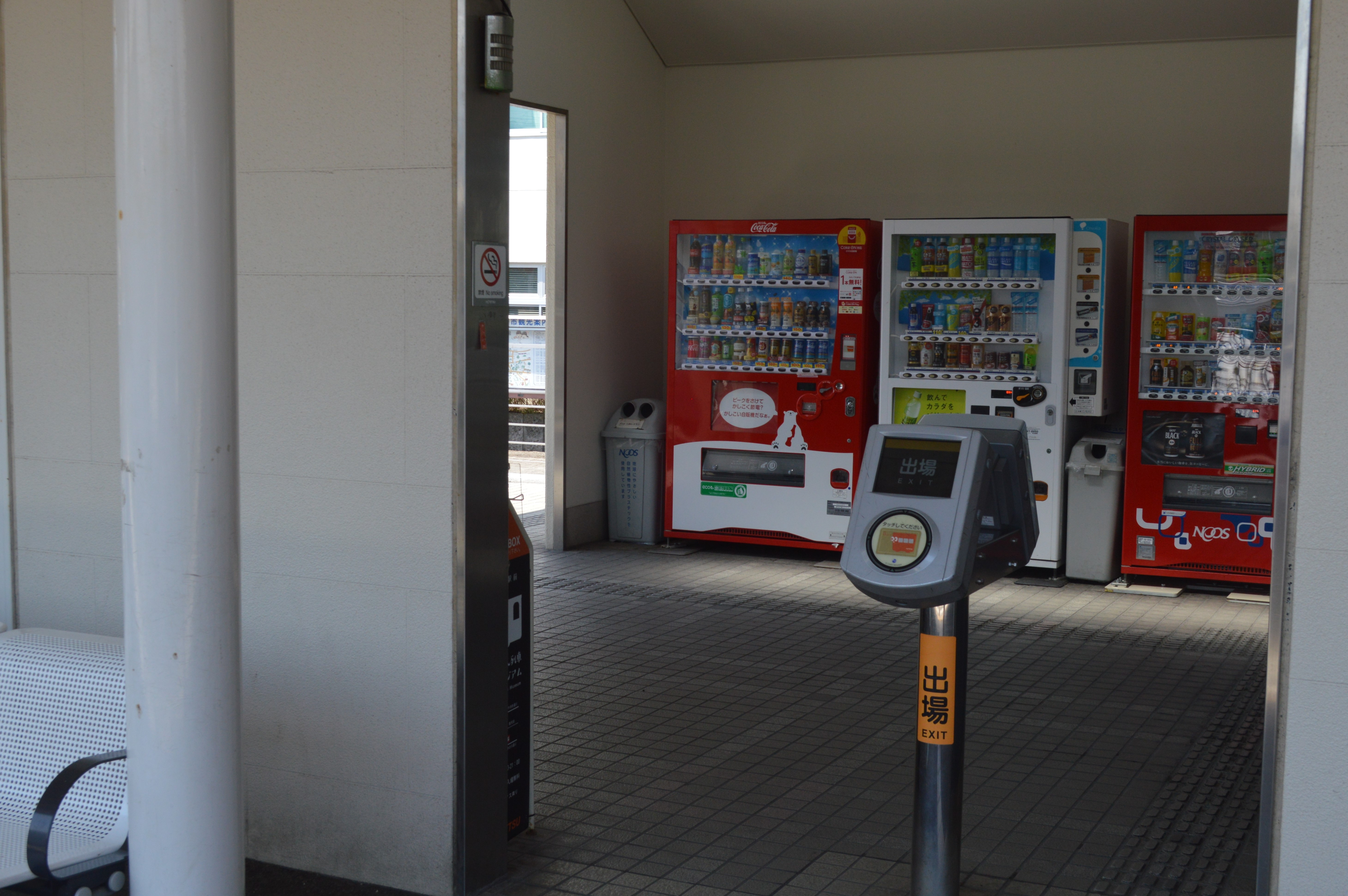
出場口（2021年8月）

## 利用状況
- 1日平均の乗降人員は1,032人である（2019年度）[1]。

| 日乗降人員推移 | 日乗降人員推移 |
| 年度           | 1日平均人数    |
| -------------- | -------------- |
| 2011年         | 1,086          |
| 2012年         | 985            |
| 2013年         | 944            |
| 2014年         | 957            |
| 2015年         | 1,013          |
| 2016年         | 1,038          |
| 2017年         | 1,071          |
| 2018年         | 1,058          |
| 2019年         | 1,032          |

郡中駅の利用状況の変遷を下表に示す。
- 輸送実績（乗車人員）の単位は人であり、年度での総計値を示す[2]。
- 表中、最高値を赤色で、最高値を記録した年度以降の最低値を青色で、最高値を記録した年度以前の最低値を緑色で表記している。

| 年度   | 当駅分輸送実績（乗車人員）：人／年度 | 当駅分輸送実績（乗車人員）：人／年度 | 当駅分輸送実績（乗車人員）：人／年度 | 当駅分輸送実績（乗車人員）：人／年度 | 特記事項 |
| ------ | ------------------------------------ | ------------------------------------ | ------------------------------------ | ------------------------------------ | -------- |
| 年度   | 通勤定期                             | 通学定期                             | 定期外                               | 合 計                                | 特記事項 |
| 1998年 | 105,540                              | ←←←←                                 | 102,144                              | 207,684                              |          |
| 1999年 | 94,980                               | ←←←←                                 | 99,439                               | 194,419                              |          |
| 2000年 | 95,190                               | ←←←←                                 | 95,622                               | 190,812                              |          |
| 2001年 | 96,673                               | ←←←←                                 | 92,421                               | 189,094                              |          |
| 2002年 | 102,264                              | ←←←←                                 | 95,357                               | 197,621                              |          |
| 2003年 | 106,971                              | ←←←←                                 | 91,844                               | 198,815                              |          |
| 2004年 | 111,035                              | ←←←←                                 | 87,940                               | 198,975                              |          |
| 2005年 | 109,605                              | ←←←←                                 | 82,544                               | 192,149                              |          |
| 2006年 | 108,534                              | ←←←←                                 | 82,195                               | 190,729                              |          |
| 2007年 | 111,194                              | ←←←←                                 | 79,910                               | 191,104                              |          |
| 2008年 | 115,302                              | ←←←←                                 | 79,894                               | 195,196                              |          |
| 2009年 | 128,920                              | ←←←←                                 | 75,859                               | 204,779                              |          |
| 2010年 |                                      | ←←←←                                 |                                      |                                      |          |
| 2011年 |                                      | ←←←←                                 |                                      |                                      |          |
| 2012年 |                                      | ←←←←                                 |                                      |                                      |          |
| 2013年 |                                      | ←←←←                                 |                                      |                                      |          |
| 2014年 |                                      | ←←←←                                 |                                      |                                      |          |
| 2015年 |                                      | ←←←←                                 |                                      |                                      |          |
| 2016年 |                                      | ←←←←                                 |                                      |                                      |          |
| 2017年 |                                      | ←←←←                                 |                                      |                                      |          |
| 2018年 |                                      | ←←←←                                 |                                      |                                      |          |
| 2019年 |                                      | ←←←←                                 |                                      |                                      |          |
| 2020年 |                                      | ←←←←                                 |                                      |                                      |          |

## 駅周辺
かつては郡役場と町役場が存在した。これら役場の跡地は駐車場として再利用されている。なお、商店街は駅前から西側に連なっている。また、東南方向に位置する市役所、郵便局などの中核公共施設にも比較的近い。
- いよてつロフティ郡中 - 伊予鉄グループが運営する賃貸マンション
- 伊予市役所
- 駅前広場通り商店街[3]
- 灘町商店街[3]
- 伊予郵便局
- 伊予商工会議所
- 愛媛県立伊予農業高等学校
- 伊予市文化交流センター（IYO夢みらい館）

## バス路線
当駅南東、国道378号上のIYO夢みらい館バス停から伊予市コミュニティバスあいくるが発着している。
| 路線名    | 経路 | 運行日  |
| ■八倉線   | 伊予病院 - 上野郵便局 - 南伊予駅 - ウェルピア伊予 - マルヨシセンター - DCMダイキ伊予店 - じゅらく - IYO夢みらい館 - 市役所 - 郡中港 - 保健センター              | 月 - 金 |
| ■三秋線   | 三秋 - 市民体育館 - 保健センター - 郡中港 - 市役所 - IYO夢みらい館 - じゅらく - マルヨシセンター - DCMダイキ伊予店                                              | 月 - 金 |
| ■唐川線   | 鵜崎 - 両沢 - 唐川 - 下唐川 - 片山 - 向井原駅 - 尾崎本村 - 保健センター - 郡中港 - 市役所 - IYO夢みらい館 - じゅらく - マルヨシセンター - DCMダイキ伊予店       | 月・金  |
| ■唐川線   | 本谷 - 唐川 - 下唐川 - 片山 - 向井原駅 - 尾崎本村 - 保健センター - 郡中港 - 市役所 - IYO夢みらい館 - じゅらく - - じゅらく - マルヨシセンター - DCMダイキ伊予店 | 木      |
| ■唐川線   | 長崎谷 - 下唐川 - 片山 - 向井原駅 - 尾崎本村 - 保健センター - 郡中港 - 市役所 - IYO夢みらい館 - じゅらく - マルヨシセンター - DCMダイキ伊予店                   | 火      |
| ■平岡線   | 平岡 - 片山 - 向井原駅 - 尾崎本村 - 保健センター - 郡中港 - 市役所 - IYO夢みらい館 - じゅらく - マルヨシセンター - DCMダイキ伊予店                              | 水      |
| ■上三谷線 | 上三谷原集会所 - 下三谷集会所 - フレッシュバリュー - IYO夢みらい館 - 市役所 - 郡中港 - 保健センター                                                             | 月 - 金 |
| ■下三谷線 | 下三谷原組公民館 - 上吾川向井原 - フジ伊予店 - 市役所 - IYO夢みらい館 - じゅらく - IYO夢みらい館 - 市役所 - 郡中港 - 保健センター                               | 月 - 金 |
| ■稲荷線   | 稲荷谷集会所 - ルミエール伊予 - 稲荷明見 - 米湊湊神社 - フジ伊予店 - 市役所 - IYO夢みらい館 - じゅらく - IYO夢みらい館 - 市役所 - 郡中港 - 保健センター         | 月 - 金 |

## 隣の駅
伊予鉄道
■郡中線
新川駅 (IY33) - 郡中駅 (IY34) - 郡中港駅 (IY35)